# شیلا رایان
شیلا رایان (انگلیسی: Sheila Ryan; ۸ ژوئن ۱۹۲۱ – ۴ نوامبر ۱۹۷۵) هنرپیشه اهل ایالات متحده آمریکا بود.
از فیلم‌ها یا برنامه‌های تلویزیونی که وی در آن نقش داشته‌است می‌توان به اسلحه‌های بزرگ، در لباسی خیره‌کننده و به شکار ارواح می‌رویم اشاره کرد.